# 悪性症候群
悪性症候群（あくせいしょうこうぐん、仏: Syndrome Malin、英: Neuroleptic Malignant Syndrome、略称:NMS）は、向精神薬の重篤な副作用である。麻酔薬の副作用として表れる悪性高熱症と症状が類似しているが、別の疾患である。
ブチロフェノン系、フェノチアジン系などの定型抗精神病薬のほか、抗うつ薬、炭酸リチウムなどのさまざまな向精神薬によって生ずる。また、アマンタジンなどの抗パーキンソン薬の突然の服用中止によって発症することもある。

## 症状
無動、寡黙、筋固縮、高熱、意識障害などの症状が現れる。痙攣も稀ではない。

## 機序
最も有力な説によると、ドパミンD2受容体の遮断が関係していると考えられている。
NMSは一般に神経遮断薬によって引き起こされ、広い範囲の薬剤作用に原因がある。ハロペリドールおよびクロルプロマジンを投与された患者において最もリスクが高いことが報告されている。特にパーキンソン病などの患者の場合に、L-ドーパなどのドパミン作動薬を投与されている状態から、急に投与量を減少させた際にも発生する。加えて、神経遮断薬としては用いられない薬剤でも、抗ドパミン作用を有するものであれば、NMSを誘発することがある（例、メトクロプラミド）。アモキサピンおよびリチウムなどの、抗ドパミン作動活性が知られていない薬剤でさえ、NMSに関与する。また、デシプラミン、ドチエピン、リチウムおよびフェネルジン、テトラベナジン、レセルピンがNMSの原因になることも知られている。分子レベルで考えるとNMSは、ドパミン作動薬の打ち切り、または、ドパミン受容体の遮断のどちらかが誘発する、ドパミン活性の顕著かつ突然の減少により引き起こされる。

### リスク因子
NMSの発症に最も際立っているリスク因子は、治療のために行われる薬物療法である。効能の高い神経遮断薬、神経遮断薬の用量の急増、長時間作用型神経遮断薬の使用は全て、発症リスクを増大させることが知られている。
遺伝的リスク因子が存在すると推測されており、ある症例の中で一卵性双生児の両方がNMSを呈したり、別の症例では母親と娘2人がNMSを呈したことがある。
人口統計的には、特に40歳未満の男性に最大のリスクがあるとされているが、40歳未満の男性において神経遮断薬の使用が増加したために症例数が増えたのかどうか、明確にはなっていない 出産後の女性の方がリスクが大きいこともまた示唆されている。。

## 検査
血液検査
筋肉の傷害に伴いクレアチンキナーゼ(CK,CPK)の上昇がみられ、特にCKアイソザイムではMM分画の増加が認められる。LDH、GOT、白血球数やCRPが上昇することもある。

## 診断基準

### Levensonらの診断基準(1985)
下記の大症状、小症状の一覧のうち
1. 大症状3項目を満たす
2. 大症状のうち2項目と小症状4項目を満たす

1,2のいずれかで確定診断とする。早期発見には有効であるが偽陽性が多い診断基準とされている。
大症状
発熱、筋強剛、血清クレアチンキナーゼ(CK)値の上昇
小症状
頻脈、血圧異常、呼吸促迫、意識障害、発汗、白血球増多

### Popeらの診断基準(1985)
4項目の診断基準であり1～3をみたせば確定診断である。1～3のうち2項目と4のうち1項目以上存在すれば悪性症候群疑いである。
1.発熱
他の原因がなく37.5度以上の発熱がある。
2.錐体外路症状
下記のうち2つ以上が認められれば錐体外路症状ありとする。鉛管様筋強剛、歯車現象、流涎、眼球上転、後屈性斜頸、反弓緊張、咬痙、嚥下障害、舞踏病様運動、ジスキネジア、加速歩行、屈曲進展姿勢
3.自律神経機能不全
下記症状のうち2つ以上を満たせば自律神経機能不全ありとする。血圧上昇（通常より拡張期血圧が20mmHg以上上昇）、頻脈（通常より脈拍が30回/分以上増加）、頻呼吸（25回/分以上）、発汗過多、尿失禁
4.その他
意識障害、白血球増多、血清CK値上昇。

### Caroff and Mannの診断基準(1993)
確定診断を行うための診断基準である。5項目に分かれ、そのうち3つを満たせば確定診断である。
1.発症7日以内（デポ剤ならば2～4週間）に抗精神病薬投与
2.38度以上の発熱
3.筋強剛
4.以下のうち5徴候
精神状態の変化、頻脈、高血圧あるいは低血圧、頻呼吸あるいは低酸素血症、発汗あるいは流涎、振戦、尿失禁、血清CKの上昇またはミオグロビン尿、白血球増多、代謝性アシドーシス
5.他の薬剤の影響、他の全身疾患や神経精神疾患の除外が可能

### DSM-Ⅳの神経遮断薬悪性症候群診断基準
A.神経遮断薬の使用に伴う重篤な筋強剛と体温上昇の発展。
B.以下の2つまたはそれ以上
発熱、嚥下障害、振戦、尿失禁、混迷から昏睡までの範囲の意識水準の変化、無言症、頻脈、血圧上昇または不安定化、白血球増多、筋損傷の臨床検査所見（CK値の上昇）。
C.基準AおよびBの症状は、ほかの物質または神経疾患またはほかの一般身体疾患によるものではない。
D.基準AおよびBの症状は、精神疾患ではうまく説明されない。

## 鑑別疾患
中枢神経疾患
脳炎、脳損傷、てんかん重積状態、アルコール離脱症状など
全身性の疾患二次的に中枢神経系に影響が及ぶもの
甲状腺機能亢進症や褐色細胞腫、熱中症、脱水症。
横紋筋融解症
原因は多様であり悪性症候群の合併症として起こることもある。
セロトニン症候群
原因がセロトニン作動薬であること、ミオクローヌスや深部腱反射亢進が悪性症候群では稀であるが、セロトニン症候群では頻度が高いこと、原因薬中止後の改善がセロトニン症候群では比較的速やかであることなどが鑑別の手がかりとなる。
致死性緊張病

## 治療
原因薬の中止
原因薬の中止、抗パーキンソン病薬中止による発症では中止前の投与量で再投与する。
L-DOPA
抗パーキンソン病薬中止による発症で内服可能ならばもともとの投与量の内服を継続する。内服困難ならば経験的に経口内服していたL-DOPAの半量程度を点滴することが多い。点滴製剤はかつては少量投与しかできなかった。
ダントリウム
軽症ならば25～75mg/dayの内服。中等症以上以上ならば通常は成人に初回はダントロレン40mgを注射用水120mlで溶かして30分程度で投与する。その後はダントロレン20mgを注射用水60nlで溶かして30分で投与する（あるいは1.0mg/Kgの静注を3～5分ごとに繰り返す）。1日量200mgを超えないよう範囲（あるいは最大量10mg/Kg/day以内）で投与するが1日2回の投与されることが多い。
ブロモクリプチン
ドパミン作動薬であるブロモクリプチンを2.5～10mg/dayで1日3回の経口投与する。筋固縮完全消失後3～5日投与する。
ベンゾジアゼピン
ジアゼパム5～10mgの静注を症状が改善するまで必要に応じて繰り返す。
その他
冷却する。

## 研究
学術的には、最大の関心事であるNMSの病態について、複数の説があり未だ決着はついていない。悪性高熱症との比較の点からも研究が進められている。主な説として以下のものがある。
- ドーパミン受容体遮断仮説
- ドーパミン・セロトニン不均衡説
- カテコラミン異常説(ドーパミン・ノルアドレナリン不均衡説)
- 骨格筋異常説

ドーパミン受容体遮断仮説では、精神病治療薬が神経伝達に関与しているD2受容体を遮断することにより、ドーパミン活性を顕著に減少させると考えられている。近年の研究では、症状に対する遺伝的要素が示されている。カテコラミン異常説では、交感神経細胞中のカルシウム制御タンパク質の欠陥がNMSの発症を促すと考えられ、この疾患を悪性高熱症の神経原性の形態としてとらえる。
骨格筋異常説では、NMSは悪性高熱症と同じ機序で発症すると考える。症例数は多くないものの、骨格筋異常説に基づいた日本の研究としては古いものから挙げると、8症例中6例で筋拘縮テストが陽性、9症例で変異無し、10症例でCICR検査が陰性、アブストラクトからは症例数不明ながらRyR1に変異があったとする文献が1件である。

## 関連事項
- 悪性高熱症
- 統合失調症
- うつ病
- パーキンソン病